# صناء (حضرموت)
صناء هي مدينة يمنية تتبع محافظة حضرموت، بلغ تعداد سكانها 691 نسمة حسب الإحصاء الذي أجري عام 2004.